# Convento di Sant'Agostino (Caserta)
Il convento di Sant'Agostino è un ex complesso monastico che si trova a via Mazzini, nel centro della città di Caserta. Ha ospitato per lungo tempo i frati agostiniani e poi le suore domenicane. Comprende anche l'odierna chiesa di San Sebastiano martire. Ora è sede del Centro dei servizi sociali e culturali, e la chiesa annessa è stata rinominata come San Sebastiano nel 1925.

## Storia
La storia dell'attuale chiesa di San Sebastiano martire a Caserta è contraddistinta da un susseguirsi di eventi che, a giudicare dagli studi che l'hanno riguardata, non è sempre stato facile svelare. Prima di tutto va precisato che l'attuale denominazione legata al patrono della città di Caserta è relativamente molto recente; risale infatti al 1925, anno in cui prese il nome dell'ormai distrutta chiesa omonima a via del Redentore, nel villaggio il cui nome era Torre, il nucleo originario dell'odierna città di Caserta. 
Il nome originario di questo complesso, che include il monastero annesso, era quello di Sant'Agostino. Questo complesso ha una storia antichissima se pensiamo che viene citato nella Bolla di Senne o Sennete del 1113, il primo documento della diocesi di Caserta, con cui l'arcivescovo di Capua Senne si rivolgeva al "Clero et Capitulo Casertano" concedendo a Rainulfo, primo vescovo di Caserta, e ai suoi successori la diocesi casertana. Le prime notizie certe riguardo alla presenza nel convento dei frati agostiniani, in particolare del ramo dei romitani scalzi, risalgono al 1295, quando il re angioino Carlo II dispose l'autorizzazione per i monaci al trasporto di cereali. Un altro strumento importantissimo a sostegno di questa tesi è anche un documento che attesta una donazione di sale da parte dei monaci. Da questa data sono pochissime le notizie che abbiamo per ciò che concerne la vita monastica del complesso; un evento che segna la storia del monastero è indubbiamente la soppressione del convento, nel 1654, a causa della scarsa presenza di religiosi, solo cinque, e per il conseguente calo delle rendite. 
Questa decisione venne presa dal vescovo di Caserta Bartolomeo Crisconio in seguito alla bolla di papa Innocenzo X con la quale venivano soppressi i piccoli conventi. Il 10 novembre 1623 don Andrea Matteo Acquaviva d'Aragona intrecciò la storia dell'ex convento degli agostiniani con quella dell'istituendo Educatorio di Sant'Agostino, destinato a "oneste zitelle o fanciulle operaie", destinando al complesso duecento ducati annui. In seguito il vescovo Giuseppe Schinosi (sul seggio episcopale dal 1696 al 1734) "cedette il convento alle monache domenicane, le quali in tutte le maniere si adoprarono per rimetterlo in sesto insieme con la chiesa". Il vescovo, infatti, poco aiutato dalle famiglie nobili casertane, nel 1702 dispose la ristrutturazione del complesso a spese della parrocchia cattedrale, dotando il complesso di quel Conservatorio femminile che avrebbe dovuto ospitare le monache domenicane. I lavori si protrassero presumibilmente fino al 1713, data in cui il monastero cominciò a funzionare con un discreto numero di converse, due delle quali, Maria Caterina Palma di Acerra e Maria Maddalena Foglia di Marcianise, si distinsero per le cospicue donazioni a beneficio del monastero. La grande considerazione in cui era tenuta questa chiesa è dettata anche da dati che vengono fuori dai documenti delle visite pastorali, in cui si denota la presenza di tredici altari votivi presenti nella parrocchia all'epoca degli agostiniani, poi ridotti a sette con l'avvento delle monache domenicane.

## Interventi di Vanvitelli
La gestione del complesso però non dovette essere facile, poiché all'avvento dei Borbone nel Regno la chiesa e il monastero versavano ancora in condizioni di grande degrado. Le monache infatti supplicarono il re di intervenire affinché il complesso non venisse perso definitivamente. Il re, quindi, dispose l'intervento del grande architetto che stava costruendo per lui quella che sarebbe stata una delle opere più belle e maestose d'Europa, ovvero la Reggia di Luigi Vanvitelli. La presenza dell'architetto di origini olandesi nella fabbrica di Sant'Agostino è evidente da un Real Diploma del marchese Fogliani, collaboratore fidato del te, emanato da Portici il 15 maggio 1753 in cui si legge: «Avendo dato conto al Rè di quanto l'Architetto D. Luiggi Vanvitelli ha rappresentato per mezzo di V.S. ha riferito con una sua lettere de 18=dello scorso, riguardo l'incorniciamenti della rovina della Fabrica della Chiesa, e Monistero di S. Agostino di questa Città, si è sopraseduto, acciò si facesse tutte quelle pruove, e riconoscimenti necessarij, e formatone stato delle riparazioni che necessitano, S. M.tà ha risoluto che V.S. disponga che di suo Real conto si vadino facendo quelle riparazioni più urgenti, e necessarie in quella Chiesa, e Convento, e V.S. si serva per questo fine delli Fabricatori, che faticano nelle Opere del Palazzo Vecchio, e nelle altre Opere differenti e li meno occupati, e non servirsi di quelli, che sono destinati alla Fabrica del nuovo Palazzo Reale, e procurando che tutte le riparazioni si vadino facendo a poco a poco, e con la maggiore economia possibile».
Quanto consistente sia stato l'intervento di Vanvitelli, però, è un dato che non si evince con certezza dai documenti, ma non si è lontani dalla verità se si pensa ad una "rifattione" totale della chiesa. I dati certificati sono pochissimi; tutto o quasi si riduce alle sei magnifiche colonne di marmo di Mondragone che Vanvitelli menziona nei suoi scritti, in cui egli, inoltre, asserisce anche che "le fabriche delle monache [...] io come Arch.to del Re Unico in Caserta co' miei aiutanti, ne ho dato il disegno" . Ma se osserviamo attentamente ogni aspetto dell'edificio, non possiamo che concordare con un pensiero particolarmente incisivo che l'architetta Giovanna Sarnella, un'istituzione per la storia degli edifici religiosi del casertano, ha espresso durante la sua conferenza "La chiesa di San Sebastiano e le nuove testimonianze storico-artistiche", tenuta proprio nella parrocchia il 14 maggio 2013: "In questa chiesa tutto ci parla di Vanvitelli" .
La facciata già dà i primi sentori di architettura vanvitelliana; lo stile sobrio e composto dei due ordini, accompagnato dalla semplice decorazione interrotta solo dalla cornice in marmo della finestra rettangolare e dalle lesene doppie poco sporgenti che contornano il portale, ricorda molto la facciata della chiesa di Santa Maria degli Angeli di San Nicola la Strada, riconducibile con molta più sicurezza alla mano di due allievi di Vanvitelli, Pietro Bernasconi e Carlo Patturelli. Secondo le ipotesi degli studiosi Marco di Mauro e Francesca Capano la presenza proprio degli allievi del Vanvitelli è molto consistente: oltre ai già citati Bernasconi e Patturelli, troviamo menzionati anche Francesco Collecini e Marcello Fonton.
Gli interventi del Vanvitelli, ad ogni modo, sono ben più visibili all'interno della chiesa. Quest'ultima è a pianta rettangolare e a navata unica, entro il quale si accede passando per il pronao che, probabilmente, esisteva già nella fabbrica precedente dell'edificio, ai lati del quale troviamo due affreschi (sulla sinistra un Sant'Antonio Abate e sulla destra una Madonna delle Grazie) tardo-rinascimentali, quindi di molto antecedenti all'intervento settecentesco; l'invaso presenta nicchie laterali poco profonde e l'abside piatto; i prospetti interni alternano lesene a stucco e colonne in marmo. La copertura è a botte rialzata e non è impostata sul cornicione ma è rialzata verticalmente sull'atrio; inoltre è probabile che sia stata costruita con materiali leggeri, cannucce o materiali lignei, poiché se fosse stata in muratura avrebbe avuto bisogno del sostegno di contrafforti.
Ma sono anche altri gli elementi che ci indicano la presenza di Vanvitelli in questo complesso: l'uso così sobrio e leggero delle paraste, i rapporti metrici e, soprattutto, gli splendidi racemi e fiorami scolpiti sulle porte che, come possiamo constatare dagli schizzi dell'architetto per altre sue costruzioni, la Reggia su tutte, sono un marchio evidente del suo operato. Non è da escludere anche l'utilizzo di sei gelosie intagliate, elemento molto originale nel panorama architettonico campano. Si può comunque supporre che egli abbia comunque ripristinato e modificato quasi tutti gli elementi della piccola chiesa; non è difficile credere che egli abbia ricostruito il coro e abbia riconfigurato il definitivo assetto delle due cappelle laterali. È lui stesso a specificare il suo massiccio intervento nella chiesa, quando chiede al re ulteriori risorse economiche per poter rimettere in sesto gli arredi interni, come le "porte de confessionarii, i telari delle finestre e vetri ed altre coerenti, come le grate de' coretti, coro grande" . Afferma che queste spese sono assolutamente necessarie e funzionali per il ripristino dell'attività della chiesa; trova, però un grande ostacolo nella scarsa lucidità che le monache dimostrano nel gestire le spese; anteposero, infatti, a questi interventi l'acquisto dei dipinti, esaurendo gran parte del denaro messo a disposizione dal re.
Questi dipinti sono comunque un'ulteriore prova della grande considerazione che si aveva per questa; gli esecutori di queste opere, infatti, sono pittori prestigiosi presenti anch'essi nella fabbrica regia. I quattro ovali disposti sui due lati delle navate, sotto le gelosie intagliate, rappresentano quattro sante molto care all'ordine domenicano: Santa Teresa d'Avila, dipinta da Dominici, Santa Caterina da Siena di Giacinto Diano, una Santa Carmelitana realizzata da Domenico Mondo, e una Santa Rosa da Lima, di Pietro Bardellino. Inoltre, due grandi tele adornano le cappelle laterali: una è una Madonna del Rosario e santi domenicani, attribuita a Girolamo Starace, e l'altra raffigura i Ss. Anna e Gioacchino con la Vergine in gloria ed i Ss. Rocco, Michele e Antonio Abate, di Giacinto Diano, firmata e datata 1763. La stretta collaborazione tra quest'ultimo artista e Vanvitelli, per di più, è testimoniata dal celeberrimo ritratto che Diano realizza per l'architetto nel 1769, tuttora conservato nelle collezioni della Reggia. La chiesa venne terminata entro il 1774, un anno dopo la morte di Vanvitelli, poiché monsignor Filomarino ci testimonia che, a quella data, gli altari votivi nella chiesa erano rimasti solo tre.
Un problema interessante che è sorto con lo studio della chiesa casertana è quello circa il posizionamento della fabbrica nel corso dei secoli. Qualche studioso ha supposto che la pianta della chiesa, che si sviluppa lungo il percorso della strada, in passato fosse stata ribaltata. Questa teoria è uscita fuori con la scoperta di un affresco di età angioina dipinto in un arco riscoperto dopo un recente restauro. L'arco, a sesto acuto ribassato, tipico dell'architettura meridionale del Medioevo, si trova in precisa corrispondenza della prima cappella "mozzata" a destra, dove si trova un altro dipinto tardo-rinascimentale, quello della Maddalena. Secondo questa teoria, questa piccola cappella sarebbe stata occlusa nel Settecento, ma fino a quel momento avrebbe rappresentato l'ingresso della chiesa. Questa teoria è da sconfessare per un semplice motivo: è molto probabile che in prossimità dei due dipinti ci fosse un ingresso, ma sarebbe solo un'entrata laterale, poiché il "doppio ingresso" non era una novità nel panorama architettonico campano, come possiamo osservare nel duomo di Casertavecchia.

## Passato recente
Gli interventi del Vanvitelli e della sua cerchia, quindi, sembrano piuttosto evidenti, e hanno permesso alla chiesa di ritornare ad uno splendore che aveva avuto nel passato, ma con una veste quasi del tutto nuova. Il tutto avvenne sebbene altri eventi abbiano rischiato di segnare anche la storia della nuova chiesa, come i tanti furti subiti da tutto il complesso nel XVIII e nel XIX secolo, e il sisma del 1805 che costrinse il figlio di Vanvitelli, Carlo, a risanare le mura del dormitorio vecchio e alcune lesioni all'interno della chiesa.
E anche la nuova denominazione di San Sebastiano, rafforzata con la dotazione di una statua lignea del santo realizzata dallo scultore bolzanese Paul Morder Doss nel 1922, non può eclissare la storia che questo complesso porta con sé da così tanti secoli, nonostante i tantissimi cambiamenti. Il complesso odierno, infatti, non ospita più le suore, né la scuola magistrale da loro gestita fino a tutto il XX secolo, ma è sottoposto a lavori di restauro che permetteranno l'ampliamento di tre istituti che sono già presenti: il Museo di Arte Contemporanea, l'Emeroteca Andrea D'Errico e la Biblioteca Comunale Giuseppe Tescione.